# Karoline von Günderrode
Karoline Friederike Louise Maximiliane von Günderrode, född 11 februari 1780 i Karlsruhe, död 26 juli 1806 i Winkel am Rhein, var en tysk författare.
Hennes poesi (Gedichte und Phantasien, 1804, Poetische Fragmente, 1805), under pseudonymen "Tian", är naken och självutlämnande. Bettina von Arnim, som var Karolines vän och lärjunge, skildrade henne i "Die Günderrode" (1840; ny upplaga 1890 och 1906). Christa Wolf beskrev henne i "Kein Ort. Nirgends" (1979; "Landet som icke är").
Hon begick självmord, då en förbindelse mellan henne och den berömde filologen Friedrich Creuzer inte kunde komma till stånd på grund av att dennes hustru inte ville gå med på skilsmässa. År 1896 utgavs "Friedrich Creuzer und Karoline von Günderrode. Briefe und Dichtungen" av Erwin Rohde.